# Jeffrey Walsh

Bischofswappen von Jeffrey Wals

Jeffrey Joseph Walsh (* 29. November 1965 in Scranton) ist ein US-amerikanischer Geistlicher und römisch-katholischer Bischof von Gaylord.

## Leben
Jeffrey J. Walsh erwarb zunächst an der University of Scranton einen Bachelor und studierte dann Philosophie und Theologie am Mount St. Mary’s Seminary in Emmitsburg. An der Marywood University in Scranton erwarb er außerdem den Mastergrad in Sozialarbeit. Am 25. Juni 1994 empfing er durch Bischof James Clifford Timlin das Sakrament der Priesterweihe für das Bistum Scranton.
Neben verschiedenen Aufgaben in der Pfarrseelsorge war er Ausbildungsleiter am St. Pius X Seminary und Diözesandirektor für die Berufungspastoral. Im Jahr 2006 wurde er zum Bischofsvikar seiner Seelsorgeregion ernannt. 2009 wurde er Diözesansekretär der katholischen Sozialdienste und 2015 Bischofsvikar für den Klerus. Vor seiner Ernennung zum Bischof war er zuletzt Pfarrer in Carbondale, Mitglied des Konsultorenkollegiums des Bistums und Mitglied des Priesterrates.
Papst Franziskus ernannte ihn am 21. Dezember 2021 zum Bischof von Gaylord. Der Erzbischof von Detroit, Allen Vigneron, spendete ihm am 4. März des folgenden Jahres in der Kathedrale von Gaylord die Bischofsweihe. Mitkonsekratoren waren der Bischof von Scranton, Joseph Charles Bambera, und der emeritierte Bischof von Grand Rapids, Walter Allison Hurley, der das Bistum Gaylord während der Sedisvakanz als Apostolischer Administrator verwaltet hatte.